# Torneo Clausura 2024 (Liga Catamarqueña)
El Torneo Clausura de la LCF 2024, denominado como Torneo Clausura 2024, «Copa Fly Indumentaria» (por motivos de patrocinio), organizado por la Liga Catamarqueña de Fútbol, fue el segundo torneo del año y el que finalizará la temporada 2024. Inició el 6 de septiembre y finalizó el 18 de diciembre.
Veintitrés equipos fueron los participantes, los 12 equipos que participan en la Primera División y los 10 equipos que militan en la segunda categoría, más el Club La Estación de Miraflores que lo hará en calidad de invitado. El campeón obtendrá la plaza al próximo Torneo Provincial.
Inicialmente en la primera reunión de presidentes de este año, se había definido que se juegue igual que el Torneo Clausura del año pasado, pero, tras finalizar el primer semestre y con la participación de La Banda CF, algunos dirigentes solicitaron que se modifique principalmente el armado de las zonas, que consistía en distribuir a los equipos por cercanía geográfica (Norte, Sur, Este y Oeste) y luego rever otros aspectos.
El día lunes 5 de agosto, se definió la forma de disputa y fecha de inicio del mismo. Mientras que el jueves 15 se llevó a cabo el sorteo de las zonas y el fixture del mismo.
El 20 de agosto, el Consejo Federal mediante una nota enviada al presidente de la Liga Chacarera de Fútbol, Lucas Cisternas, autorizó que el Club La Estación de Miraflores pueda jugar hasta fin de año en la Liga Catamarqueña de Fútbol, mientras tanto se resuelva su desafiliación, con la finalidad que el club no se quede sin competencia el resto del año.
Consagró campeón al Club Sportivo Villa Cubas, que obtuvo su trigésimo título en la Primera División A, bajo la dirección técnica de Roque Ferreyra. Clasificó, así, al Torneo Provincial de Fútbol 2025.

## Formato
Primera fase
Los veintitrés equipos se dividirán en cuatro zonas: tres de seis equipos y una de cinco equipos, donde jugarán a dos ruedas por el sistema de todos contra todos. Los dos primeros de cada zona clasificarán a la fase final para determinar al campeón y los clasificados al próximo Torneo Provincial.
En este torneo se usará el sistema de puntos, de acuerdo a la reglamentación de la Internacional F. A. Board, asignándose tres puntos al equipo que resulte ganador, un punto a cada uno en caso de empate y cero puntos al perdedor.
Criterios de desempate
- En el caso de igualdad de puntos entre dos o más equipos para determinar cualquier ubicación en la tabla de posiciones, se aplicará el siguiente sistema:

En favor del equipo que, considerando exclusivamente los partidos disputados contra aquel o aquellos con los que hubiera empatado la posición, hubiera obtenido mayor cantidad de puntos o, en caso de empate, en el siguiente orden:
1. Mayor diferencia de goles.
2. Mayor cantidad de goles a favor.
3. Mayor cantidad de goles como visitante.

- En caso de no existir definición por este sistema se deberá recurrir a la tabla general, contabilizándose la totalidad de los partidos en la Zona en cuestión, en el siguiente orden:

1. Mayor diferencia de goles.
2. Mayor cantidad de goles a favor.
3. Mayor cantidad de goles como visitante.
4. Sorteo a realizarse en sede del consejo ejecutivo, dentro de las 48 horas.

Fase final
Se desarrollará en tres rondas de eliminación directa, a partido único. Desde esta instancia, en caso de empate en los 90' reglamentarios se definirá con tiros desde el punto penal.
Tanto el campeón como el subcampeón clasificarán al Torneo Provincial de Fútbol 2025.

## Árbitros
Esta es la lista de todos los árbitros y asistentes disponibles que podrán dirigir partidos este torneo.
| Ábritros                 | Asistentes              |
| Andrés Agüero (*)        | Alejo López             |
| Ayrton Aldeco (*)        | Claudio Orellana        |
| Cristian Bazán (*)       | Cristian Castillo (*)   |
| Darío López (*)          | Enrique Santillán Pluda |
| Guido Medina             | Fabián Pereyra          |
| Hernán Palacios (*)      | Leonardo Gutiérrez      |
| Jesús María Aldeco       | Marcelo Salas           |
| Jorge Romero (*)         | Ramón Castillo          |
| José Silva Castaño (*)   | Ramón Fernández         |
| Luis Reinoso (*)         | Sebastián Maza          |
| Matías Salcedo (*)       | Tamara Olea             |
| Maximiliano Silcán Jerez |                         |
| Pablo Figueroa (*)       |                         |
| Walter Palazolo (*)      |                         |

(*): Puede ser designado tanto de árbitro como de asistente en una misma fecha.

## Sorteo
Se llevó a cabo el 15 de agosto, en la sede de la Liga Catamarqueña de Fútbol, con los equipos repartidos en tres bombos. El primero lo integraron Atlético Policial, San Lorenzo de Alem y Villa Cubas y una bolilla con el nombre de Capayán, para determinar que zona le correspondía a cada uno. En el segundo bombo fueron ubicados los siete equipos de Capital que militan en la Primera B y en el último, los siete equipos restantes de Primera División. Se dispuso que se realice de esa manera para equiparar las zonas con equipos de la A y de la B.
| Bombo 1                                                   | Bombo 2                                                                                             | Bombo 3 |
| --------------------------------------------------------- | --------------------------------------------------------------------------------------------------- | --- |
| San Lorenzo de Alem Atlético Policial Villa Cubas Capayán | Club Fiel Deportivo Valle Chico La Banda CF Liberal Argentino Parque Daza Sarmiento Vélez Sarsfield | Américo Tesorieri Chacarita Defensores del Norte Estudiantes de La Tablada Independiente (Capital) Juventud Unida de Santa Rosa Salta Central |

## Equipos participantes
| Zona | Nombre del club                                          | Ciudad                              | Departamento | Posición Apertura 2024 |
| ---- | -------------------------------------------------------- | ----------------------------------- | ------------ | ---------------------- |
| 1    | Club Sportivo Ferrocarriles del Estado                   | Chumbicha                           | Capayán      | 5.º Primera A          |
| 1    | Club Atlético Independiente                              | Huillapima                          | Capayán      | Campeón Primera B      |
| 1    | Club Social, Cultural y Deportivo La Estación            | Miraflores                          | Capayán      | No participó           |
| 1    | Club Atlético Rivadavia                                  | Huillapima                          | Capayán      | 5.º Primera B          |
| 1    | Club Atlético San Isidro                                 | Colonia Nueva Coneta                | Capayán      | 9.º Primera B          |
| 1    | Club Sportivo y Cultural San Martín                      | Chumbicha                           | Capayán      | 4.º Primera B          |
| 2    | Club Atlético Policial                                   | San Fernando del Valle de Catamarca | Capital      | 3.º Primera A          |
| 2    | Club Fiel, Deportiva, Social y Cultural Asociación Civil | San Fernando del Valle de Catamarca | Capital      | 7.º Primera B          |
| 2    | Club Atlético Independiente                              | San Fernando del Valle de Catamarca | Capital      | 2.º Primera A          |
| 2    | La Banda Club de Fútbol                                  | San Fernando del Valle de Catamarca | Capital      | 10.º Primera B         |
| 2    | Club Deportivo Salta Central                             | San Fernando del Valle de Catamarca | Capital      | 8.º Primera A          |
| 2    | Club Atlético Vélez Sarsfield                            | San Fernando del Valle de Catamarca | Capital      | 12.º Primera A         |
| 3    | Club Deportivo Chacarita                                 | San Fernando del Valle de Catamarca | Capital      | 9.º Primera A          |
| 3    | Club Atlético Defensores del Norte                       | San Fernando del Valle de Catamarca | Capital      | 11.º Primera A         |
| 3    | Club Deportivo Valle Chico                               | San Fernando del Valle de Catamarca | Capital      | 6.º Primera B          |
| 3    | Club Atlético Estudiantes de La Tablada                  | San Fernando del Valle de Catamarca | Capital      | 4.º Primera A          |
| 3    | Club Atlético Sarmiento                                  | San Fernando del Valle de Catamarca | Capital      | 3.º Primera B          |
| 3    | Club Sportivo Villa Cubas                                | San Fernando del Valle de Catamarca | Capital      | 6.º Primera A          |
| 4    | Club Deportivo Américo Tesorieri                         | San Fernando del Valle de Catamarca | Capital      | 7.º Primera A          |
| 4    | Asociación Juventud Unida de Santa Rosa                  | San Fernando del Valle de Catamarca | Capital      | 10.º Primera A         |
| 4    | Club Atlético Liberal Argentino                          | San Fernando del Valle de Catamarca | Capital      | 2.º Primera B          |
| 4    | Club Social y Deportivo Parque Daza                      | San Fernando del Valle de Catamarca | Capital      | 8.º Primera B          |
| 4    | Club Atlético San Lorenzo de Alem                        | San Fernando del Valle de Catamarca | Capital      | Campeón Primera A      |

### Distribución geográfica de los equipos
| Departamento | Cant. | Equipos |
| ------------ | ----- | --- |
| Capital      | 17    | Américo Tesorieri, Atlético Policial, Chacarita, Club Fiel, Defensores del Norte, Deportivo Valle Chico, Estudiantes de La Tablada, Independiente (C), Juventud Unida de Santa Rosa, La Banda CF, Liberal Argentino, Parque Daza, Salta Central, San Lorenzo de Alem, Sarmiento, Vélez Sarsfield y Villa Cubas. |
| Capayán      | 6     | Ferrocarriles (Chumbicha), Independiente (Huillapima), La Estación (Miraflores), Rivadavia (Huillapima), San Isidro (Nueva Coneta) y San Martín (Chumbicha) |

## Fase de zonas

### Zona 1
Tabla de posiciones
| Pos. | Equipo                     | Pts. | PJ | G | E | P  | GF | GC | Dif. | Clasificación    |     | LEM | FER | SMA | RIV | INH | SIS |
| ---- | -------------------------- | ---- | -- | - | - | -- | -- | -- | ---- | ---------------- | --- | --- | --- | --- | --- | --- | --- |
| 1    | La Estación (Miraflores)   | 21   | 10 | 6 | 3 | 1  | 16 | 4  | +12  | Cuartos de final |     | —   | 1–0 | 2–2 | 1–0 | 3–0 | 4–0 |
| 2    | Ferrocarriles (Chumbicha)  | 20   | 10 | 6 | 2 | 2  | 16 | 8  | +8   | Cuartos de final |     | 0–2 | —   | 0–0 | 3–2 | 1–1 | 2–1 |
| 3    | San Martín (Chumbicha)     | 15   | 10 | 4 | 3 | 3  | 18 | 8  | +10  |                  |     | 1–0 | 1–2 | —   | 1–0 | 0–1 | 4–0 |
| 4    | Rivadavia (Huillapima)     | 14   | 10 | 4 | 2 | 4  | 14 | 10 | +4   |                  | 1–1 | 0–1 | 2–2 | —   | 2–0 | 4–0 |     |
| 5    | Independiente (Huillapima) | 14   | 10 | 4 | 2 | 4  | 9  | 10 | −1   |                  | 0–0 | 0–2 | 1–0 | 0–1 | —   | 4–0 |     |
| 6    | San Isidro (Nueva Coneta)  | 0    | 10 | 0 | 0 | 10 | 3  | 36 | −33  |                  | 0–2 | 0–5 | 0–7 | 1–2 | 1–2 | —   |     |

 Fuente: Chasqui Digital
Evolución de las posiciones
| Equipo / Fecha             | 1 | 2 | 3 | 4 | 5 | 6 | 7 | 8 | 9 | 10 |
| -------------------------- | - | - | - | - | - | - | - | - | - | -- |
| Ferrocarriles (Chumbicha)  | 1 | 4 | 2 | 1 | 1 | 1 | 2 | 1 | 1 | 2  |
| Independiente (Huillapima) | 2 | 2 | 3 | 3 | 3 | 3 | 3 | 3 | 3 | 5  |
| La Estación (Miraflores)   | 2 | 1 | 1 | 2 | 2 | 2 | 1 | 2 | 2 | 1  |
| Rivadavia (Huillapima)     | 6 | 6 | 5 | 5 | 5 | 5 | 5 | 5 | 5 | 4  |
| San Isidro (Nueva Coneta)  | 4 | 5 | 6 | 6 | 6 | 6 | 6 | 6 | 6 | 6  |
| San Martín (Chumbicha)     | 6 | 3 | 4 | 4 | 4 | 4 | 4 | 4 | 4 | 3  |

|  |

### Zona 2
Tabla de posiciones
| Pos. | Equipo                  | Pts. | PJ | G | E | P | GF | GC | Dif. | Clasificación    |     | POL | VEL | SAL | INC | LBA | FIE |
| ---- | ----------------------- | ---- | -- | - | - | - | -- | -- | ---- | ---------------- | --- | --- | --- | --- | --- | --- | --- |
| 1    | Atlético Policial       | 24   | 10 | 7 | 3 | 0 | 18 | 7  | +11  | Cuartos de final |     | —   | 2–0 | 1–0 | 1–1 | 3–1 | 2–0 |
| 2    | Vélez Sarsfield         | 19   | 10 | 6 | 1 | 3 | 20 | 13 | +7   | Cuartos de final |     | 0–2 | —   | 1–0 | 4–1 | 4–1 | 2–2 |
| 3    | Salta Central           | 14   | 10 | 4 | 2 | 4 | 17 | 13 | +4   |                  |     | 2–3 | 0–2 | —   | 1–0 | 4–0 | 3–3 |
| 4    | Independiente (Capital) | 12   | 10 | 3 | 3 | 4 | 18 | 13 | +5   |                  | 1–2 | 4–1 | 1–1 | —   | 4–1 | 1–1 |     |
| 5    | La Banda CF             | 7    | 10 | 2 | 1 | 7 | 11 | 27 | −16  |                  | 1–1 | 0–3 | 0–1 | 0–5 | —   | 2–0 |     |
| 6    | Club Fiel               | 7    | 10 | 1 | 4 | 5 | 13 | 24 | −11  |                  | 1–1 | 1–3 | 2–5 | 1–0 | 2–5 | —   |     |

 Fuente: El Esquiú
Evolución de las posiciones
| Equipo / Fecha          | 1 | 2 | 3 | 4 | 5 | 6 | 7 | 8 | 9 | 10 |
| ----------------------- | - | - | - | - | - | - | - | - | - | -- |
| Atlético Policial       | 2 | 2 | 1 | 1 | 1 | 2 | 2 | 1 | 1 | 1  |
| Club Fiel               | 5 | 6 | 5 | 4 | 5 | 4 | 4 | 5 | 6 | 6  |
| Independiente (Capital) | 4 | 5 | 4 | 6 | 6 | 5 | 5 | 4 | 4 | 4  |
| La Banda CF             | 6 | 4 | 6 | 5 | 4 | 6 | 6 | 6 | 5 | 5  |
| Salta Central           | 3 | 3 | 3 | 3 | 3 | 3 | 3 | 3 | 3 | 3  |
| Vélez Sarsfield         | 1 | 1 | 2 | 2 | 2 | 1 | 1 | 2 | 2 | 2  |

| 1. 2. |

### Zona 3
Tabla de posiciones
| Pos. | Equipo                    | Pts. | PJ | G  | E | P  | GF | GC | Dif. | Clasificación    |     | DEF | VCU | CHA | DVC | SAR | EST |
| ---- | ------------------------- | ---- | -- | -- | - | -- | -- | -- | ---- | ---------------- | --- | --- | --- | --- | --- | --- | --- |
| 1    | Defensores del Norte      | 30   | 10 | 10 | 0 | 0  | 26 | 5  | +21  | Cuartos de final |     | —   | 1–0 | 3–0 | 3–1 | 5–1 | 1–0 |
| 2    | Villa Cubas               | 24   | 10 | 8  | 0 | 2  | 23 | 10 | +13  | Cuartos de final |     | 0–1 | —   | 2–0 | 2–0 | 1–0 | 3–1 |
| 3    | Chacarita                 | 18   | 10 | 6  | 0 | 4  | 16 | 14 | +2   |                  |     | 1–3 | 1–4 | —   | 3–2 | 2–0 | 5–0 |
| 4    | Deportivo Valle Chico     | 10   | 10 | 3  | 1 | 6  | 15 | 19 | −4   |                  | 1–3 | 2–4 | 0–1 | —   | 1–0 | 5–1 |     |
| 5    | Sarmiento                 | 7    | 10 | 2  | 1 | 7  | 10 | 19 | −9   |                  | 0–4 | 3–4 | 0–1 | 1–1 | —   | 2–0 |     |
| 6    | Estudiantes de La Tablada | 0    | 10 | 0  | 0 | 10 | 5  | 28 | −23  |                  | 1–2 | 1–3 | 0–2 | 1–2 | 0–3 | —   |     |

 Fuente: Revista Botineros
Evolución de las posiciones
| Equipo / Fecha            | 1 | 2 | 3 | 4 | 5 | 6 | 7 | 8 | 9 | 10 |
| ------------------------- | - | - | - | - | - | - | - | - | - | -- |
| Chacarita                 | 6 | 6 | 4 | 3 | 3 | 3 | 3 | 3 | 3 | 3  |
| Defensores del Norte      | 2 | 2 | 1 | 1 | 1 | 2 | 2 | 1 | 1 | 1  |
| Deportivo Valle Chico     | 3 | 4 | 5 | 5 | 4 | 4 | 4 | 4 | 4 | 4  |
| Estudiantes de La Tablada | 5 | 5 | 6 | 6 | 6 | 6 | 6 | 6 | 6 | 6  |
| Sarmiento                 | 4 | 3 | 3 | 4 | 5 | 5 | 5 | 5 | 5 | 5  |
| Villa Cubas               | 1 | 1 | 2 | 2 | 2 | 1 | 1 | 2 | 2 | 2  |

| 1. 2. 3. 4. 5. 6. |

### Zona 4
Tabla de posiciones
| Pos. | Equipo                       | Pts. | PJ | G | E | P | GF | GC | Dif. | Clasificación    |     | JUV | SLO | TES | PDA | LIB |
| ---- | ---------------------------- | ---- | -- | - | - | - | -- | -- | ---- | ---------------- | --- | --- | --- | --- | --- | --- |
| 1    | Juventud Unida de Santa Rosa | 19   | 8  | 6 | 1 | 1 | 20 | 14 | +6   | Cuartos de final |     | —   | 2–1 | 4–2 | 1–0 | 3–2 |
| 2    | San Lorenzo de Alem          | 15   | 8  | 5 | 0 | 3 | 15 | 10 | +5   | Cuartos de final |     | 5–2 | —   | 3–4 | 0–1 | 2–0 |
| 3    | Américo Tesorieri            | 13   | 8  | 4 | 1 | 3 | 16 | 13 | +3   |                  |     | 2–2 | 0–1 | —   | 2–1 | 4–1 |
| 4    | Parque Daza                  | 8    | 8  | 2 | 2 | 4 | 6  | 9  | −3   |                  | 1–3 | 1–2 | 1–0 | —   | 1–1 |     |
| 5    | Liberal Argentino            | 2    | 8  | 0 | 2 | 6 | 5  | 16 | −11  |                  | 1–3 | 0–1 | 0–2 | 0–0 | —   |     |

 Fuente: El Ancasti
Evolución de las posiciones
| Equipo / Fecha                          | 1 | 2 | 3 | 4 | 5 | 6 | 7 | 8 | 9 | 10 |
| --------------------------------------- | - | - | - | - | - | - | - | - | - | -- |
| Américo Tesorieri                       | 4 | 5 | 4 | 4 | 4 | 4 | 4 | 4 | 3 | 3  |
| Juventud Unida de Santa Rosa            | 5 | 2 | 3 | 3 | 3 | 3 | 3 | 2 | 1 | 1  |
| Liberal Argentino                       | 2 | 4 | 5 | 5 | 5 | 5 | 5 | 5 | 5 | 5  |
| Parque Daza                             | 3 | 3 | 2 | 1 | 1 | 1 | 2 | 3 | 4 | 4  |
| Archivo:Icon SL.png San Lorenzo de Alem | 1 | 1 | 1 | 2 | 2 | 2 | 1 | 1 | 2 | 2  |

     Equipo libre de la fecha.
|  |

### Resultados

#### Primera rueda
| Fecha 1                         | Fecha 1   | Fecha 1                      | Fecha 1                              | Fecha 1         | Fecha 1 |
| Local                           | Resultado | Visita                       | Estadio                              | Fecha           | Hora    |
| Zona 1                          | Zona 1    | Zona 1                       | Zona 1                               | Zona 1          | Zona 1  |
| ------------------------------- | --------- | ---------------------------- | ------------------------------------ | --------------- | ------- |
| La Estación (Miraflores)        | 1 - 0     | Rivadavia (Huillapima)       | Independiente (H)                    | 7 de septiembre | 14:00   |
| Independiente (Huillapima)      | 1 - 0     | San Martín (Chumbicha)       | Independiente (H)                    | 7 de septiembre | 16:00   |
| Ferrocarriles (Chumbicha)       | 2 - 1     | San Isidro (Nueva Coneta)    | Polideportivo Municipal de Chumbicha | 7 de septiembre | 16:00   |
| Zona 2                          |           |                              |                                      |                 |         |
| Salta Central                   | 1 - 0     | Independiente (Capital)      | Américo Tesorieri                    | 6 de septiembre | 16:00   |
| Vélez Sarsfield                 | 4 - 1     | La Banda CF                  | Malvinas Argentinas                  | 8 de septiembre | 15:00   |
| Atlético Policial               | 2 - 0     | Club Fiel                    | Malvinas Argentinas                  | 8 de septiembre | 17:00   |
| Zona 3                          |           |                              |                                      |                 |         |
| Estudiantes de La Tablada       | 1 - 2     | Defensores del Norte         | Independiente (C)                    | 6 de septiembre | 16:30   |
| Sarmiento                       | 1 - 1     | Deportivo Valle Chico        | Malvinas Argentinas                  | 7 de septiembre | 15:00   |
| Villa Cubas                     | 2 - 0     | Chacarita                    | Raúl Omar Barrionuevo                | 8 de septiembre | 16:00   |
| Zona 4                          |           |                              |                                      |                 |         |
| Parque Daza                     | 1 - 1     | Liberal Argentino            | Independiente (C)                    | 6 de septiembre | 14:30   |
| San Lorenzo de Alem             | 5 - 2     | Juventud Unida de Santa Rosa | Malvinas Argentinas                  | 7 de septiembre | 17:00   |
| Equipo libre: Américo Tesorieri |           |                              |                                      |                 |         |

| Fecha 2                      | Fecha 2   | Fecha 2                    | Fecha 2                              | Fecha 2          | Fecha 2 |
| Local                        | Resultado | Visita                     | Estadio                              | Fecha            | Hora    |
| Zona 1                       | Zona 1    | Zona 1                     | Zona 1                               | Zona 1           | Zona 1  |
| ---------------------------- | --------- | -------------------------- | ------------------------------------ | ---------------- | ------- |
| San Martín (Chumbicha)       | 1 - 0     | Rivadavia (Huillapima)     | Polideportivo Municipal de Chumbicha | 14 de septiembre | 14:30   |
| San Isidro (Nueva Coneta)    | 1 - 2     | Independiente (Huillapima) | Independiente (H)                    | 14 de septiembre | 16:00   |
| Ferrocarriles (Chumbicha)    | 0 - 2     | La Estación (Miraflores)   | Polideportivo Municipal de Chumbicha | 14 de septiembre | 16:30   |
| Zona 2                       |           |                            |                                      |                  |         |
| Vélez Sarsfield              | 1 - 0     | Salta Central              | Américo Tesorieri                    | 13 de septiembre | 14:30   |
| Club Fiel                    | 1 - 0     | Independiente (Capital)    | Malvinas Argentinas                  | 13 de septiembre | 15:00   |
| La Banda CF                  | 1 - 1     | Atlético Policial          | Américo Tesorieri                    | 13 de septiembre | 16:30   |
| Zona 3                       |           |                            |                                      |                  |         |
| Chacarita                    | 1 - 3     | Defensores del Norte       | Malvinas Argentinas                  | 14 de septiembre | 15:00   |
| Sarmiento                    | 2 - 0     | Estudiantes de La Tablada  | Malvinas Argentinas                  | 15 de septiembre | 15:00   |
| Deportivo Valle Chico        | 2 - 4     | Villa Cubas                | Malvinas Argentinas                  | 15 de septiembre | 17:00   |
| Zona 4                       |           |                            |                                      |                  |         |
| Juventud Unida de Santa Rosa | 4 - 2     | Américo Tesorieri          | Malvinas Argentinas                  | 13 de septiembre | 17:00   |
| Liberal Argentino            | 0 - 1     | San Lorenzo de Alem        | Malvinas Argentinas                  | 14 de septiembre | 17:00   |
| Equipo libre: Parque Daza    |           |                            |                                      |                  |         |

| Fecha 3                                    | Fecha 3   | Fecha 3                   | Fecha 3               | Fecha 3          | Fecha 3 |
| Local                                      | Resultado | Visita                    | Estadio               | Fecha            | Hora    |
| Zona 1                                     | Zona 1    | Zona 1                    | Zona 1                | Zona 1           | Zona 1  |
| ------------------------------------------ | --------- | ------------------------- | --------------------- | ---------------- | ------- |
| La Estación (Miraflores)                   | 2 - 2     | San Martín (Chumbicha)    | Independiente (H)     | 28 de septiembre | 12:00   |
| Rivadavia (Huillapima)                     | 4 - 0     | San Isidro (Nueva Coneta) | Independiente (H)     | 28 de septiembre | 14:00   |
| Independiente (Huillapima)                 | 0 - 2     | Ferrocarriles (Chumbicha) | Independiente (H)     | 28 de septiembre | 16:00   |
| Zona 2                                     |           |                           |                       |                  |         |
| Independiente (Capital)                    | 4 - 1     | La Banda CF               | Independiente (C)     | 27 de septiembre | 16:00   |
| Atlético Policial                          | 2 - 0     | Vélez Sarsfield           | Malvinas Argentinas   | 28 de septiembre | 19:00   |
| Salta Central                              | 3 - 3     | Club Fiel                 | Malvinas Argentinas   | 29 de septiembre | 17:00   |
| Zona 3                                     |           |                           |                       |                  |         |
| Estudiantes de La Tablada                  | 0 - 2     | Chacarita                 | Américo Tesorieri     | 27 de septiembre | 15:00   |
| Defensores del Norte                       | 3 - 1     | Deportivo Valle Chico     | Malvinas Argentinas   | 28 de septiembre | 17:00   |
| Villa Cubas                                | 1 - 0     | Sarmiento                 | Raúl Omar Barrionuevo | 29 de septiembre | 16:30   |
| Zona 4                                     |           |                           |                       |                  |         |
| Américo Tesorieri                          | 4 - 1     | Liberal Argentino         | Américo Tesorieri     | 27 de septiembre | 17:00   |
| San Lorenzo de Alem                        | 0 - 1     | Parque Daza               | Malvinas Argentinas   | 29 de septiembre | 19:00   |
| Equipo libre: Juventud Unida de Santa Rosa |           |                           |                       |                  |         |

| Fecha 4                           | Fecha 4   | Fecha 4                      | Fecha 4                              | Fecha 4      | Fecha 4 |
| Local                             | Resultado | Visita                       | Estadio                              | Fecha        | Hora    |
| Zona 1                            | Zona 1    | Zona 1                       | Zona 1                               | Zona 1       | Zona 1  |
| --------------------------------- | --------- | ---------------------------- | ------------------------------------ | ------------ | ------- |
| San Isidro (Nueva Coneta)         | 0 - 7     | San Martín (Chumbicha)       | Independiente (H)                    | 5 de octubre | 15:00   |
| Independiente (Huillapima)        | 0 - 0     | La Estación (Miraflores)     | Independiente (H)                    | 5 de octubre | 17:00   |
| Ferrocarriles (Chumbicha)         | 3 - 2     | Rivadavia (Huillapima)       | Polideportivo Municipal de Chumbicha | 5 de octubre | 17:00   |
| Zona 2                            |           |                              |                                      |              |         |
| Atlético Policial                 | 1 - 0     | Salta Central                | Américo Tesorieri                    | 4 de octubre | 16:30   |
| Vélez Sarsfield                   | 4 - 1     | Independiente (Capital)      | Malvinas Argentinas                  | 4 de octubre | 19:00   |
| La Banda CF                       | 2 - 0     | Club Fiel                    | Malvinas Argentinas                  | 5 de octubre | 17:00   |
| Zona 3                            |           |                              |                                      |              |         |
| Deportivo Valle Chico             | 0 - 1     | Chacarita                    | Independiente (C)                    | 4 de octubre | 17:00   |
| Sarmiento                         | 0 - 4     | Defensores del Norte         | Malvinas Argentinas                  | 5 de octubre | 19:00   |
| Villa Cubas                       | 3 - 1     | Estudiantes de La Tablada    | Raúl Omar Barrionuevo                | 6 de octubre | 17:00   |
| Zona 4                            |           |                              |                                      |              |         |
| Parque Daza                       | 1 - 0     | Américo Tesorieri            | Independiente (C)                    | 4 de octubre | 15:00   |
| Liberal Argentino                 | 1 - 3     | Juventud Unida de Santa Rosa | Malvinas Argentinas                  | 4 de octubre | 17:00   |
| Equipo libre: San Lorenzo de Alem |           |                              |                                      |              |         |

| Fecha 5                         | Fecha 5   | Fecha 5                    | Fecha 5                              | Fecha 5       | Fecha 5 |
| Local                           | Resultado | Visita                     | Estadio                              | Fecha         | Hora    |
| Zona 1                          | Zona 1    | Zona 1                     | Zona 1                               | Zona 1        | Zona 1  |
| ------------------------------- | --------- | -------------------------- | ------------------------------------ | ------------- | ------- |
| La Estación (Miraflores)        | 4 - 0     | San Isidro (Nueva Coneta)  | Independiente (H)                    | 12 de octubre | 15:00   |
| Rivadavia (Huillapima)          | 2 - 0     | Independiente (Huillapima) | Independiente (H)                    | 12 de octubre | 17:00   |
| San Martín (Chumbicha)          | 1 - 2     | Ferrocarriles (Chumbicha)  | Polideportivo Municipal de Chumbicha | 12 de octubre | 17:00   |
| Zona 2                          |           |                            |                                      |               |         |
| Independiente (Capital)         | 1 - 2     | Atlético Policial          | Independiente (C)                    | 10 de octubre | 16:00   |
| Salta Central                   | 4 - 0     | La Banda CF                | Américo Tesorieri                    | 11 de octubre | 15:00   |
| Club Fiel                       | 1 - 3     | Vélez Sarsfield            | Malvinas Argentinas                  | 12 de octubre | 16:00   |
| Zona 3                          |           |                            |                                      |               |         |
| Chacarita                       | 2 - 0     | Sarmiento                  | Malvinas Argentinas                  | 11 de octubre | 16:00   |
| Estudiantes de La Tablada       | 1 - 2     | Deportivo Valle Chico      | Malvinas Argentinas                  | 12 de octubre | 18:00   |
| Defensores del Norte            | 1 - 0     | Villa Cubas                | Malvinas Argentinas                  | 22 de octubre | 18:00   |
| Zona 4                          |           |                            |                                      |               |         |
| Américo Tesorieri               | 0 - 1     | San Lorenzo de Alem        | Américo Tesorieri                    | 11 de octubre | 17:00   |
| Juventud Unida de Santa Rosa    | 1 - 0     | Parque Daza                | Malvinas Argentinas                  | 11 de octubre | 18:00   |
| Equipo libre: Liberal Argentino |           |                            |                                      |               |         |

#### Segunda rueda
| Fecha 6                         | Fecha 6   | Fecha 6                    | Fecha 6                              | Fecha 6       | Fecha 6 |
| Local                           | Resultado | Visita                     | Estadio                              | Fecha         | Hora    |
| Zona 1                          | Zona 1    | Zona 1                     | Zona 1                               | Zona 1        | Zona 1  |
| ------------------------------- | --------- | -------------------------- | ------------------------------------ | ------------- | ------- |
| San Isidro (Nueva Coneta)       | 0 - 5     | Ferrocarriles (Chumbicha)  | Independiente (H)                    | 19 de octubre | 15:00   |
| Rivadavia (Huillapima)          | 1 - 1     | La Estación (Miraflores)   | Independiente (H)                    | 19 de octubre | 17:00   |
| San Martín (Chumbicha)          | 0 - 1     | Independiente (Huillapima) | Polideportivo Municipal de Chumbicha | 19 de octubre | 17:00   |
| Zona 2                          |           |                            |                                      |               |         |
| La Banda CF                     | 0 - 3     | Vélez Sarsfield            | Independiente (C)                    | 18 de octubre | 15:00   |
| Independiente (Capital)         | 1 - 1     | Salta Central              | Independiente (C)                    | 18 de octubre | 17:00   |
| Club Fiel                       | 1 - 1     | Atlético Policial          | Malvinas Argentinas                  | 23 de octubre | 16:00   |
| Zona 3                          |           |                            |                                      |               |         |
| Deportivo Valle Chico           | 1 - 0     | Sarmiento                  | Malvinas Argentinas                  | 18 de octubre | 16:00   |
| Chacarita                       | 1 - 4     | Villa Cubas                | Malvinas Argentinas                  | 19 de octubre | 18:00   |
| Defensores del Norte            | 1 - 0     | Estudiantes de La Tablada  | Malvinas Argentinas                  | 30 de octubre | 19:00   |
| Zona 4                          |           |                            |                                      |               |         |
| Liberal Argentino               | 0 - 0     | Parque Daza                | Malvinas Argentinas                  | 18 de octubre | 18:00   |
| Juventud Unida de Santa Rosa    | 2 - 1     | San Lorenzo de Alem        | Malvinas Argentinas                  | 23 de octubre | 19:00   |
| Equipo libre: Américo Tesorieri |           |                            |                                      |               |         |

| Fecha 7                    | Fecha 7   | Fecha 7                      | Fecha 7               | Fecha 7         | Fecha 7 |
| Local                      | Resultado | Visita                       | Estadio               | Fecha           | Hora    |
| Zona 1                     | Zona 1    | Zona 1                       | Zona 1                | Zona 1          | Zona 1  |
| -------------------------- | --------- | ---------------------------- | --------------------- | --------------- | ------- |
| La Estación (Miraflores)   | 1 - 0     | Ferrocarriles (Chumbicha)    | Independiente (H)     | 25 de octubre   | 17:00   |
| Rivadavia (Huillapima)     | 2 - 2     | San Martín (Chumbicha)       | Independiente (H)     | 26 de octubre   | 15:00   |
| Independiente (Huillapima) | 4 - 0     | San Isidro (Nueva Coneta)    | Independiente (H)     | 26 de octubre   | 17:00   |
| Zona 2                     |           |                              |                       |                 |         |
| Salta Central              | 0 - 2     | Vélez Sarsfield              | Malvinas Argentinas   | 26 de octubre   | 19:00   |
| Independiente (Capital)    | 1 - 1     | Club Fiel                    | Malvinas Argentinas   | 27 de octubre   | 17:00   |
| Atlético Policial          | 3 - 1     | La Banda CF                  | Malvinas Argentinas   | 30 de octubre   | 17:00   |
| Zona 3                     |           |                              |                       |                 |         |
| Villa Cubas                | 2 - 0     | Deportivo Valle Chico        | Raúl Omar Barrionuevo | 26 de octubre   | 16:30   |
| Estudiantes de La Tablada  | 0 - 3     | Sarmiento                    | Malvinas Argentinas   | 26 de octubre   | 17:00   |
| Defensores del Norte       | 3 - 0     | Chacarita                    | Malvinas Argentinas   | 13 de noviembre | 17:00   |
| Zona 4                     |           |                              |                       |                 |         |
| Américo Tesorieri          | 2 - 2     | Juventud Unida de Santa Rosa | Malvinas Argentinas   | 27 de octubre   | 19:00   |
| San Lorenzo de Alem        | 2 - 0     | Liberal Argentino            | Malvinas Argentinas   | 29 de octubre   | 19:00   |
| Equipo libre: Parque Daza  |           |                              |                       |                 |         |

| Fecha 8                                    | Fecha 8   | Fecha 8                    | Fecha 8                              | Fecha 8         | Fecha 8 |
| Local                                      | Resultado | Visita                     | Estadio                              | Fecha           | Hora    |
| Zona 1                                     | Zona 1    | Zona 1                     | Zona 1                               | Zona 1          | Zona 1  |
| ------------------------------------------ | --------- | -------------------------- | ------------------------------------ | --------------- | ------- |
| San Martín (Chumbicha)                     | 1 - 0     | La Estación (Miraflores)   | Polideportivo Municipal de Chumbicha | 2 de noviembre  | 15:00   |
| Ferrocarriles (Chumbicha)                  | 1 - 1     | Independiente (Huillapima) | Polideportivo Municipal de Chumbicha | 2 de noviembre  | 17:00   |
| San Isidro (Nueva Coneta)                  | 1 - 2     | Rivadavia (Huillapima)     | Independiente (H)                    | 2 de noviembre  | 17:00   |
| Zona 2                                     |           |                            |                                      |                 |         |
| Club Fiel                                  | 2 - 5     | Salta Central              | Independiente (C)                    | 1 de noviembre  | 15:00   |
| La Banda CF                                | 0 - 5     | Independiente (Capital)    | Malvinas Argentinas                  | 3 de noviembre  | 17:00   |
| Vélez Sarsfield                            | 0 - 2     | Atlético Policial          | Malvinas Argentinas                  | 5 de noviembre  | 19:00   |
| Zona 3                                     |           |                            |                                      |                 |         |
| Sarmiento                                  | 3 - 4     | Villa Cubas                | Malvinas Argentinas                  | 3 de noviembre  | 19:00   |
| Deportivo Valle Chico                      | 1 - 3     | Defensores del Norte       | Malvinas Argentinas                  | 5 de noviembre  | 17:00   |
| Chacarita                                  | 5 - 0     | Estudiantes de La Tablada  | Malvinas Argentinas                  | 19 de noviembre | 17:00   |
| Zona 4                                     |           |                            |                                      |                 |         |
| Liberal Argentino                          | 0 - 2     | Américo Tesorieri          | Independiente (C)                    | 1 de noviembre  | 17:00   |
| Parque Daza                                | 1 - 2     | San Lorenzo de Alem        | Malvinas Argentinas                  | 6 de noviembre  | 20:00   |
| Equipo libre: Juventud Unida de Santa Rosa |           |                            |                                      |                 |         |

| Fecha 9                           | Fecha 9   | Fecha 9                    | Fecha 9                              | Fecha 9         | Fecha 9 |
| Local                             | Resultado | Visita                     | Estadio                              | Fecha           | Hora    |
| Zona 1                            | Zona 1    | Zona 1                     | Zona 1                               | Zona 1          | Zona 1  |
| --------------------------------- | --------- | -------------------------- | ------------------------------------ | --------------- | ------- |
| San Martín (Chumbicha)            | 4 - 0     | San Isidro (Nueva Coneta)  | Polideportivo Municipal de Chumbicha | 9 de noviembre  | 17:00   |
| Rivadavia (Huillapima)            | 0 - 1     | Ferrocarriles (Chumbicha)  | Independiente (H)                    | 10 de noviembre | 15:00   |
| La Estación (Miraflores)          | 3 - 0     | Independiente (Huillapima) | Independiente (H)                    | 10 de noviembre | 17:00   |
| Zona 2                            |           |                            |                                      |                 |         |
| Club Fiel                         | 2 - 5     | La Banda CF                | Independiente (C)                    | 8 de noviembre  | 15:00   |
| Independiente (Capital)           | 4 - 1     | Vélez Sarsfield            | Independiente (C)                    | 8 de noviembre  | 17:00   |
| Salta Central                     | 2 - 3     | Atlético Policial          | Malvinas Argentinas                  | 13 de noviembre | 19:00   |
| Zona 3                            |           |                            |                                      |                 |         |
| Chacarita                         | 3 - 2     | Deportivo Valle Chico      | Américo Tesorieri                    | 8 de noviembre  | 15:00   |
| Estudiantes de La Tablada         | 1 - 3     | Villa Cubas                | Malvinas Argentinas                  | 10 de noviembre | 19:00   |
| Defensores del Norte              | 5 - 1     | Sarmiento                  | Malvinas Argentinas                  | 20 de noviembre | 16:00   |
| Zona 4                            |           |                            |                                      |                 |         |
| Juventud Unida de Santa Rosa      | 3 - 2     | Liberal Argentino          | Américo Tesorieri                    | 8 de noviembre  | 17:00   |
| Américo Tesorieri                 | 2 - 1     | Parque Daza                | Malvinas Argentinas                  | 10 de noviembre | 17:00   |
| Equipo libre: San Lorenzo de Alem |           |                            |                                      |                 |         |

| Fecha 10                        | Fecha 10  | Fecha 10                     | Fecha 10                             | Fecha 10        | Fecha 10 |
| Local                           | Resultado | Visita                       | Estadio                              | Fecha           | Hora     |
| Zona 1                          | Zona 1    | Zona 1                       | Zona 1                               | Zona 1          | Zona 1   |
| ------------------------------- | --------- | ---------------------------- | ------------------------------------ | --------------- | -------- |
| San Isidro (Nueva Coneta)       | 0 - 2     | La Estación (Miraflores)     | Independiente (H)                    | 16 de noviembre | 15:00    |
| Independiente (Huillapima)      | 0 - 1     | Rivadavia (Huillapima)       | Independiente (H)                    | 16 de noviembre | 17:00    |
| Ferrocarriles (Chumbicha)       | 0 - 0     | San Martín (Chumbicha)       | Polideportivo Municipal de Chumbicha | 16 de noviembre | 20:00    |
| Zona 2                          |           |                              |                                      |                 |          |
| Vélez Sarsfield                 | 2 - 2     | Club Fiel                    | Américo Tesorieri                    | 15 de noviembre | 17:00    |
| La Banda CF                     | 0 - 1     | Salta Central                | Malvinas Argentinas                  | 16 de noviembre | 19:00    |
| Atlético Policial               | 1 - 1     | Independiente (Capital)      | Malvinas Argentinas                  | 19 de noviembre | 19:00    |
| Zona 3                          |           |                              |                                      |                 |          |
| Deportivo Valle Chico           | 5 - 1     | Estudiantes de La Tablada    | Américo Tesorieri                    | 15 de noviembre | 15:00    |
| Sarmiento                       | 0 - 1     | Chacarita                    | Malvinas Argentinas                  | 16 de noviembre | 17:00    |
| Villa Cubas                     | 0 - 1     | Defensores del Norte         | Raúl Omar Barrionuevo                | 24 de noviembre | 17:00    |
| Zona 4                          |           |                              |                                      |                 |          |
| Parque Daza                     | 1 - 3     | Juventud Unida de Santa Rosa | Malvinas Argentinas                  | 16 de noviembre | 21:00    |
| San Lorenzo de Alem             | 3 - 4     | Américo Tesorieri            | Malvinas Argentinas                  | 20 de noviembre | 20:00    |
| Equipo libre: Liberal Argentino |           |                              |                                      |                 |          |

| 1. 2. 3. 4. |

## Fase final
La fase final estará compuesta por tres etapas: cuartos de final, semifinales y final. Se disputarán por el sistema de eliminación directa, a un solo partido. En caso de igualdad en los 90 minutos de juego, se definirá mediante tiros desde el punto penal.

#### Tabla de ordenamiento
Los equipos se ordenaron del 1 al 8, según la posición ocupada y el promedio de puntos obtenidos en sus respectivas zonas tras finalizar la fase de zonas.
| Orden | Equipo                       | Pos. | Prom. | Pts. | PJ | Dif. |
| ----- | ---------------------------- | ---- | ----- | ---- | -- | ---- |
| 1     | Defensores del Norte         | 1.º  | 3,000 | 30   | 10 | +21  |
| 2     | Atlético Policial            | 1.º  | 2,400 | 24   | 10 | +11  |
| 3     | Juventud Unida de Santa Rosa | 1.º  | 2,375 | 19   | 8  | +6   |
| 4     | La Estación (Miraflores)     | 1.º  | 2,100 | 21   | 10 | +12  |
| 5     | Villa Cubas                  | 2.º  | 2,400 | 24   | 10 | +13  |
| 6     | Ferrocarriles (Chumbicha)    | 2.º  | 2,000 | 20   | 10 | +8   |
| 7     | Vélez Sarsfield              | 2.º  | 1,900 | 19   | 10 | +7   |
| 8     | San Lorenzo de Alem          | 2.º  | 1,875 | 15   | 8  | +5   |

### Cuadro de desarrollo
|  | Cuartos de final                  | Cuartos de final                  | Cuartos de final                  |                     |       | Semifinales               | Semifinales     | Semifinales     |  |   | Final           | Final           | Final           |  |
|  | 27 de noviembre y 30 de noviembre | 27 de noviembre y 30 de noviembre | 27 de noviembre y 30 de noviembre |                     |       | 10 de diciembre           | 10 de diciembre | 10 de diciembre |  |   | 18 de diciembre | 18 de diciembre | 18 de diciembre |  |
|  |                                   |                                   |                                   |                     |       |                           |                 |                 |  |   |                 |                 |                 |  |
|  |                                   |                                   |                                   |                     |       |                           |                 |                 |  |   |                 |                 |                 |  |
|  | 1                                 | Defensores del Norte              | 0                                 |                     |       |                           |                 |                 |  |   |                 |                 |                 |  |
|  | 1                                 | Defensores del Norte              | 0                                 |                     |       |                           |                 |                 |  |   |                 |                 |                 |  |
|  | 6                                 | Ferrocarriles (Chumbicha)         | 1                                 |                     |       |                           |                 |                 |  |   |                 |                 |                 |  |
|  | 6                                 | Ferrocarriles (Chumbicha)         | 1                                 |                     | 6     | Ferrocarriles (Chumbicha) | 0               |                 |  |   |                 |                 |                 |  |
|  |                                   |                                   |                                   |                     | 6     | Ferrocarriles (Chumbicha) | 0               |                 |  |   |                 |                 |                 |  |
|  |                                   |                                   | 5                                 | Villa Cubas         | 2     |                           |                 |                 |  |   |                 |                 |                 |  |
|  | 4                                 | La Estación (Miraflores)          | 5                                 | Villa Cubas         | 2     | 1                         |                 |                 |  |   |                 |                 |                 |  |
|  | 4                                 | La Estación (Miraflores)          |                                   |                     |       |                           |                 |                 |  |   |                 |                 |                 |  |
|  | 5                                 | Villa Cubas                       | 4                                 |                     |       |                           |                 |                 |  |   |                 |                 |                 |  |
|  | 5                                 | Villa Cubas                       | 4                                 |                     |       |                           |                 |                 |  | 5 | Villa Cubas     | 0 (5)           |                 |  |
|  |                                   |                                   |                                   |                     |       |                           |                 |                 |  | 5 | Villa Cubas     | 0 (5)           |                 |  |
|  |                                   |                                   | 8                                 | San Lorenzo de Alem | 0 (3) |                           |                 |                 |  |   |                 |                 |                 |  |
|  | 2                                 | Atlético Policial                 | 8                                 | San Lorenzo de Alem | 0 (3) | 0                         |                 |                 |  |   |                 |                 |                 |  |
|  | 2                                 | Atlético Policial                 |                                   |                     |       |                           |                 |                 |  |   |                 |                 |                 |  |
|  | 8                                 | San Lorenzo de Alem               | 1                                 |                     |       |                           |                 |                 |  |   |                 |                 |                 |  |
|  | 8                                 | San Lorenzo de Alem               | 1                                 |                     | 8     | San Lorenzo de Alem       | 1 (4)           |                 |  |   |                 |                 |                 |  |
|  |                                   |                                   |                                   |                     | 8     | San Lorenzo de Alem       | 1 (4)           |                 |  |   |                 |                 |                 |  |
|  |                                   |                                   | 7                                 | Vélez Sarsfield     | 1 (3) |                           |                 |                 |  |   |                 |                 |                 |  |
|  | 3                                 | Juventud Unida de Santa Rosa      | 7                                 | Vélez Sarsfield     | 1 (3) | 0                         |                 |                 |  |   |                 |                 |                 |  |
|  | 3                                 | Juventud Unida de Santa Rosa      |                                   |                     |       |                           |                 |                 |  |   |                 |                 |                 |  |
|  | 7                                 | Vélez Sarsfield                   | 4                                 |                     |       |                           |                 |                 |  |   |                 |                 |                 |  |
|  | 7                                 | Vélez Sarsfield                   | 4                                 |                     |       |                           |                 |                 |  |   |                 |                 |                 |  |
|  |                                   |                                   |                                   |                     |       |                           |                 |                 |  |   |                 |                 |                 |  |

Nota: En caso de igualar en los 90' de juego, se definirá mediante tiros desde el punto penal.
|  |

### Cuartos de final
| 27 de noviembre, 20:00 | Atlético Policial | 0 - 1   | San Lorenzo de Alem         | Estadio Malvinas Argentinas, Catamarca |                             |
|                        |                   | Reporte | 55' Federico Álamo Martínez | Árbitro(s): Hernán Palacios            | Árbitro(s): Hernán Palacios |

| 30 de noviembre, 17:00 | Juventud Unida de Santa Rosa | 0 - 4   | Vélez Sarsfield                                              | Estadio Malvinas Argentinas, Catamarca |                                |
|                        |                              | Reporte | 30' 69' Ulises Carrizo · 73' Axel Gausto · 77' Lucas Ahumada | Árbitro(s): Jesús María Aldeco         | Árbitro(s): Jesús María Aldeco |

| 30 de noviembre, 19:00 | Defensores del Norte | 0 - 1   | Ferrocarriles (Chumbicha)     | Estadio Malvinas Argentinas, Catamarca |                          |
|                        |                      | Reporte | 84' Álvaro Sánchez Bracamonte | Árbitro(s): Jorge Romero               | Árbitro(s): Jorge Romero |

| 30 de noviembre, 21:00 | La Estación (Miraflores)  | 1 - 4   | Villa Cubas                                                                | Estadio Malvinas Argentinas, Catamarca |                           |
|                        | Adrián Robledo 87' (pen.) | Reporte | 27' 61' David Vera Rodas · 45' Exequiel Juárez Espinoza · 52' Ronald Tapia | Árbitro(s): Andrés Agüero              | Árbitro(s): Andrés Agüero |

### Semifinales
| 10 de diciembre, 18:00                                                                 | Vélez Sarsfield                                                                  | 1 - 1 (3:4 p.)             | San Lorenzo de Alem                                                         | Estadio Malvinas Argentinas, Catamarca |                                |
|                                                                                        | Gastón Villarreal 90+7' (pen.)                                                   | Reporte                    | 65' Matías Solohaga                                                         | Árbitro(s): Jesús María Aldeco         | Árbitro(s): Jesús María Aldeco |
|                                                                                        |                                                                                  | Tiros desde el punto penal |                                                                             |                                        |                                |
|                                                                                        | Gastón Villarreal · Juan Aballay · Mario Córdoba · Ulises Carrizo · Víctor Reyes |                            | Matías Solohaga · Luciano Bazán · Miguel Aballay · Juan Trejo · Enzo Castro |                                        |                                |
| San Lorenzo de Alem avanzó a la Final y clasificó al Torneo Provincial de Fútbol 2025. |                                                                                  |                            |                                                                             |                                        |                                |

| 10 de diciembre, 21:00                                                         | Villa Cubas                      | 2 - 0   | Ferrocarriles (Chumbicha) | Estadio Malvinas Argentinas, Catamarca |                                |
|                                                                                | Exequiel Juárez Espinoza 29' 53' | Reporte |                           | Árbitro(s): José Silva Castaño         | Árbitro(s): José Silva Castaño |
| Villa Cubas avanzó a la Final y clasificó al Torneo Provincial de Fútbol 2025. |                                  |         |                           |                                        |                                |

### Final
| 18 de diciembre, 20:30 | Villa Cubas                                                                   | 0 - 0 (5:3 p.)             | San Lorenzo de Alem                                                    | Estadio Bicentenario, Catamarca      |  |
|                        |                                                                               |                            |                                                                        | Árbitro(s): Maximiliano Silcán Jérez |  |
|                        |                                                                               | Tiros desde el punto penal |                                                                        |                                      |  |
|                        | Héctor Acosta · Ricardo Salas · Ramiro Aballay · Gabriel Luque · Leandro Maza |                            | Matías Solohaga · Luciano Bazán · Federico Álamo Martínez · Juan Trejo |                                      |  |

|                                      |
| Club Sportivo Villa Cubas 30° título |
| Campeón Torneo Clausura 2024         |

## Estadísticas

### Goleadores
| Jugador                                | Equipo                       | Goles |
| -------------------------------------- | ---------------------------- | ----- |
| Airton Mendoza                         | San Martín (Chumbicha)       | 9     |
| César Sánchez                          | Atlético Policial            | 7     |
| José Luis Utrera                       | Defensores del Norte         | 7     |
| Kevin Medina                           | Juventud Unida de Santa Rosa | 7     |
| Actualizado al 18 de diciembre de 2024 |                              |       |

| David Vera Rodas          | Villa Cubas                                   | 6 |
| Juan Martín Quiroga       | Deportivo Valle Chico                         | 6 |
| Matías Oliva              | Sarmiento                                     | 6 |
| Maximiliano López         | Independiente (Capital)                       | 6 |
| Braian Espeche            | Defensores del Norte                          | 5 |
| Facundo Chasampi          | Salta Central                                 | 5 |
| Fernando Novillo          | Chacarita                                     | 5 |
| Néstor Ríos               | Villa Cubas                                   | 5 |
| Braian Barrionuevo        | Defensores del Norte                          | 4 |
| Braian Castro             | La Banda CF                                   | 4 |
| Exequiel Juárez Espinoza  | Villa Cubas                                   | 4 |
| Luis Castillo             | Américo Tesorieri                             | 4 |
| Nelson Paredes            | Ferrocarriles (Chumbicha)                     | 4 |
| Ronald Tapia              | Villa Cubas                                   | 4 |
| Ulises Carrizo            | Vélez Sarsfield                               | 4 |
| Valentín Ontivero         | Américo Tesorieri                             | 4 |
| Axel Chayle               | Juventud Unida de Santa Rosa                  | 3 |
| Axel Gausto               | Vélez Sarsfield                               | 3 |
| Brandon Herrera           | Independiente (Capital)                       | 3 |
| Emanuel Purulla           | Club Fiel                                     | 3 |
| Franco Saavedra           | Defensores del Norte                          | 3 |
| Franco Titos              | Club Fiel                                     | 3 |
| Gastón Barrionuevo        | Vélez Sarsfield                               | 3 |
| Luciano Bazán             | San Lorenzo de Alem                           | 3 |
| Mario Córdoba             | Vélez Sarsfield                               | 3 |
| Martín Suárez             | Parque Daza                                   | 3 |
| Miguel Rizzardo           | Villa Cubas                                   | 3 |
| Adrián Robledo            | La Estación (Miraflores)                      | 2 |
| Alan Coronel              | Américo Tesorieri                             | 2 |
| Álvaro Sánchez Bracamonte | Ferrocarriles (Chumbicha)                     | 2 |
| Ariel Ortega              | Salta Central                                 | 2 |
| César Santiago Ortega     | Sarmiento                                     | 2 |
| Damián Sosa               | La Estación (Miraflores)                      | 2 |
| Edgar Páez                | Vélez Sarsfield                               | 2 |
| Enzo Moya                 | Defensores del Norte                          | 2 |
| Federico Álamo Martínez   | San Lorenzo de Alem                           | 2 |
| Fernando Pedraza          | San Lorenzo de Alem                           | 2 |
| Franco Paredes            | Ferrocarriles (Chumbicha)                     | 2 |
| Gabriel Luque             | Villa Cubas                                   | 2 |
| Gastón Villarreal         | Vélez Sarsfield                               | 2 |
| José Heredia              | Rivadavia (Huillapima)                        | 2 |
| José Romero               | Ferrocarriles (Chumbicha)                     | 2 |
| Kevin Navarro             | Independiente (Capital)                       | 2 |
| Lautaro Díaz              | Deportivo Valle Chico                         | 2 |
| Lisandro Reyes            | La Banda CF                                   | 2 |
| Lucas Ahumada             | Vélez Sarsfield                               | 2 |
| Marcelo Bernede           | La Estación (Miraflores)                      | 2 |
| Marcos Agüero             | Parque Daza                                   | 2 |
| Mario Argañaraz           | Américo Tesorieri                             | 2 |
| Martín Gastón Medina      | La Estación (Miraflores)                      | 2 |
| Martín Musri              | La Banda CF                                   | 2 |
| Mateo Toledo              | La Estación (Miraflores)                      | 2 |
| Matías Ibáñez             | San Martín (Chumbicha)                        | 2 |
| Matías Solohaga           | San Lorenzo de Alem                           | 2 |
| Mauro Ferreyra            | Independiente (Capital)                       | 2 |
| Mayco Guzmán              | Independiente (Huillapima)                    | 2 |
| Nelson Cordero            | Chacarita                                     | 2 |
| Nicolás Bazán             | Defensores del Norte                          | 2 |
| Nicolás Bustamante        | Atlético Policial                             | 2 |
| Oscar Mercado             | Chacarita                                     | 2 |
| Pablo Quiroga             | San Lorenzo de Alem                           | 2 |
| Samuel Guanco             | Vélez Sarsfield                               | 2 |
| Tomás Gómez               | Independiente (Huillapima)                    | 2 |
| Tomás Ponce               | San Lorenzo de Alem                           | 2 |
| Abraham Saavedra          | Vélez Sarsfield                               | 1 |
| Adrián Coronel            | Independiente (Huillapima)                    | 1 |
| Adrián Santucho           | Rivadavia (Huillapima)                        | 1 |
| Agustín Zampieri          | Club Fiel                                     | 1 |
| Alan Agüero               | Villa Cubas                                   | 1 |
| Alejandro Bazán           | Independiente (Huillapima)                    | 1 |
| Alexander Velardez        | Juventud Unida de Santa Rosa                  | 1 |
| Alfredo Rivero            | La Estación (Miraflores)                      | 1 |
| Andrés Vega               | Independiente (Huillapima)                    | 1 |
| Aníbal Quintero           | Rivadavia (Huillapima)                        | 1 |
| Ariel Agüero              | San Martín (Chumbicha)                        | 1 |
| Ariel Romero              | San Martín (Chumbicha)                        | 1 |
| Axel Álvarez              | Deportivo Valle Chico                         | 1 |
| Axel Galván               | Defensores del Norte                          | 1 |
| Axel Vera                 | Deportivo Valle Chico                         | 1 |
| Benjamín Acuña            | Deportivo Valle Chico                         | 1 |
| Benjamín Cabrera          | Club Fiel                                     | 1 |
| Braian Sarmiento          | Américo Tesorieri                             | 1 |
| Brian Acosta              | La Estación (Miraflores)                      | 1 |
| Cristian Nieto            | Liberal Argentino                             | 1 |
| Cristian Nieva            | Atlético Policial                             | 1 |
| Cristian Ocampo           | Juventud Unida de Santa Rosa                  | 1 |
| Diego Álvarez             | Américo Tesorieri                             | 1 |
| Dylan Herrera             | Estudiantes de La Tablada                     | 1 |
| Emiliano Brizuela         | Salta Central                                 | 1 |
| Emmanuel Ceballos         | Atlético Policial                             | 1 |
| Enzo Castro               | San Lorenzo de Alem                           | 1 |
| Erick Silva               | Rivadavia (Huillapima)                        | 1 |
| Esteban Fernández         | Independiente (Huillapima)                    | 1 |
| Facundo Castillo          | Vélez Sarsfield                               | 1 |
| Facundo Sosa              | Atlético Policial                             | 1 |
| Felipe Maza               | Club Fiel                                     | 1 |
| Felipe Ramos Saadi        | La Banda CF                                   | 1 |
| Francisco Cisnero         | Salta Central                                 | 1 |
| Francisco Noriega         | Atlético Policial                             | 1 |
| Franco Giadone            | Chacarita                                     | 1 |
| Franco Sayavedra          | Liberal Argentino                             | 1 |
| Franco Toledo             | Estudiantes de La Tablada                     | 1 |
| Franco Varela             | Estudiantes de La Tablada                     | 1 |
| Gabriel Díaz              | La Estación (Miraflores)                      | 1 |
| Gastón Leiva              | Independiente (Huillapima)                    | 1 |
| Gerásimo Carrizo          | Ferrocarriles (Chumbicha)                     | 1 |
| Gerónimo Aibar            | Chacarita                                     | 1 |
| Gonzalo López             | Defensores del Norte                          | 1 |
| Gonzalo Romero            | Chacarita                                     | 1 |
| Héctor Gómez              | Independiente (Capital)                       | 1 |
| Hernán Romero             | Villa Cubas                                   | 1 |
| Isaac Burgos              | San Lorenzo de Alem                           | 1 |
| Iván Rojano               | Chacarita                                     | 1 |
| Jonathan Ocampo           | Archivo:Icon SI.png San Isidro (Nueva Coneta) | 1 |
| Jorge Agüero              | Juventud Unida de Santa Rosa                  | 1 |
| Jorge Montivero           | Independiente (Capital)                       | 1 |
| José Barrios              | San Martín (Chumbicha)                        | 1 |
| Juan Cruz García          | San Martín (Chumbicha)                        | 1 |
| Juan Manuel López         | Sarmiento                                     | 1 |
| Juan Manuel Moreno        | Atlético Policial                             | 1 |
| Juan Sayavedra            | Liberal Argentino                             | 1 |
| Juan Silva                | Rivadavia (Huillapima)                        | 1 |
| Kevin Vera                | Liberal Argentino                             | 1 |
| Leandro Maza              | Villa Cubas                                   | 1 |
| Leandro Silva             | Rivadavia (Huillapima)                        | 1 |
| Leonel Ramírez            | Deportivo Valle Chico                         | 1 |
| Lucas Alaníz              | Juventud Unida de Santa Rosa                  | 1 |
| Luciano Castillo          | Chacarita                                     | 1 |
| Luis Soria                | Deportivo Valle Chico                         | 1 |
| Luis Velardez             | Juventud Unida de Santa Rosa                  | 1 |
| Marcos Córdoba            | Villa Cubas                                   | 1 |
| Marcos Salcedo            | Chacarita                                     | 1 |
| Mariano Figueroa          | Independiente (Capital)                       | 1 |
| Mariano Hernández         | Atlético Policial                             | 1 |
| Martín Perea              | Atlético Policial                             | 1 |
| Mateo Córdoba             | La Banda CF                                   | 1 |
| Mateo Dávila Delgado      | Villa Cubas                                   | 1 |
| Matías Cativa             | Juventud Unida de Santa Rosa                  | 1 |
| Matías Guzmán             | Juventud Unida de Santa Rosa                  | 1 |
| Maximiliano Guajardo      | La Estación (Miraflores)                      | 1 |
| Maximiliano Heredia       | Salta Central                                 | 1 |
| Maximiliano Novillo       | Juventud Unida de Santa Rosa                  | 1 |
| Máximo Guillén            | Juventud Unida de Santa Rosa                  | 1 |
| Máximo Herrera            | Américo Tesorieri                             | 1 |
| Miguel Aballay            | San Lorenzo de Alem                           | 1 |
| Miguel Paredes Tapia      | San Martín (Chumbicha)                        | 1 |
| Nazareno Sosa             | Club Fiel                                     | 1 |
| Néstor Rodríguez          | Vélez Sarsfield                               | 1 |
| Nicolás Hauy              | La Estación (Miraflores)                      | 1 |
| Pablo Varela              | Defensores del Norte                          | 1 |
| Ramiro Herrera            | Américo Tesorieri                             | 1 |
| Ricardo Quinteros         | Rivadavia (Huillapima)                        | 1 |
| Rodrigo Nieva             | Estudiantes de La Tablada                     | 1 |
| Roque Caliva              | Juventud Unida de Santa Rosa                  | 1 |
| Sebastián Reyes           | Independiente (Capital)                       | 1 |
| Sergio Altamirano         | Parque Daza                                   | 1 |
| Sergio Pérez Castro       | Sarmiento                                     | 1 |
| Simón Rodríguez           | Estudiantes de La Tablada                     | 1 |
| Thiago Corzo              | Archivo:Icon SI.png San Isidro (Nueva Coneta) | 1 |
| Tiago Villarroel          | Chacarita                                     | 1 |
| Tobías Carrizo            | Deportivo Valle Chico                         | 1 |
| Tomás Tula                | La Estación (Miraflores)                      | 1 |
| Ulises Ance               | Ferrocarriles (Chumbicha)                     | 1 |
| Valentín Rojas            | Atlético Policial                             | 1 |
| Walter Reyes              | Vélez Sarsfield                               | 1 |
| William Carrión           | Salta Central                                 | 1 |
| Wilson Barrionuevo        | Club Fiel                                     | 1 |

### Autogoles
| Jugador             | Equipo                    | Anot. | Jornada  | Rival |
| ------------------- | ------------------------- | ----- | -------- | ----- |
| Braian Nieva        | Parque Daza               | 1     | Fecha 1  | LIB   |
| Gerardo Vega        | Club Fiel                 | 1     | Fecha 4  | LBA   |
| Mario Córdoba       | Vélez Sarsfield           | 1     | Fecha 8  | POL   |
| Emilio Puente Jaime | Estudiantes de La Tablada | 1     | Fecha 10 | DVC   |
| Valentín Ontivero   | Américo Tesorieri         | 1     | Fecha 10 | SLO   |

### Tabla de rendimiento
Las tablas de rendimiento no reflejan la clasificación final de los equipos, sino que muestran el rendimiento de los mismos atendiendo a la ronda final alcanzada. El rendimiento corresponde a la proporción de puntos obtenidos sobre el total de puntos disputados.
| Pos. | Equipos                         | Pts. | PJ | PG | PE | PP | GF | GC | DG  | Rend. |
| ---- | ------------------------------- | ---- | -- | -- | -- | -- | -- | -- | --- | ----- |
| 1    | Villa Cubas                     | 31   | 13 | 10 | 1  | 2  | 29 | 11 | 18  | 79.5% |
| 2    | San Lorenzo de Alem             | 20   | 11 | 6  | 2  | 3  | 17 | 17 | 6   | 60.6% |
| 3    | Vélez Sarsfield                 | 23   | 12 | 7  | 2  | 3  | 25 | 14 | 11  | 63.9% |
| 4    | Ferrocarriles (Chumbicha)       | 23   | 12 | 7  | 2  | 3  | 17 | 10 | 7   | 63.9% |
| 5    | Defensores del Norte            | 30   | 11 | 10 | 0  | 1  | 26 | 6  | 20  | 90.9% |
| 6    | Atlético Policial               | 24   | 11 | 7  | 3  | 1  | 18 | 8  | 10  | 72.7% |
| 7    | La Estación (Miraflores)        | 21   | 11 | 6  | 3  | 2  | 17 | 8  | 9   | 63.6% |
| 8    | Juventud Unida de Santa Rosa    | 19   | 9  | 6  | 1  | 2  | 20 | 18 | 2   | 70.4% |
| 9    | Chacarita                       | 18   | 10 | 6  | 0  | 4  | 16 | 14 | 2   | 60%   |
| 10   | San Martín (Chumbicha)          | 15   | 10 | 4  | 3  | 3  | 18 | 8  | 10  | 50%   |
| 11   | Salta Central                   | 14   | 10 | 4  | 2  | 4  | 17 | 13 | 4   | 46.7% |
| 12   | Rivadavia (Huillapima)          | 14   | 10 | 4  | 2  | 4  | 14 | 10 | 4   | 46.7% |
| 13   | Independiente (Huillapima)      | 14   | 10 | 4  | 2  | 4  | 9  | 10 | -1  | 46.7% |
| 14   | Américo Tesorieri               | 13   | 8  | 4  | 1  | 3  | 16 | 13 | 3   | 54.2% |
| 15   | Independiente (Capital)         | 12   | 10 | 3  | 3  | 4  | 18 | 13 | 5   | 40%   |
| 16   | Deportivo Valle Chico           | 10   | 10 | 3  | 1  | 6  | 15 | 19 | -4  | 33.3% |
| 17   | Parque Daza                     | 8    | 8  | 2  | 2  | 4  | 6  | 9  | -3  | 33.3% |
| 18   | Sarmiento                       | 7    | 10 | 2  | 1  | 7  | 10 | 19 | -9  | 23.3% |
| 19   | Archivo:Icon FIEL.png Club Fiel | 7    | 10 | 1  | 4  | 5  | 13 | 24 | -11 | 23.3% |
| 20   | La Banda CF                     | 7    | 10 | 2  | 1  | 7  | 11 | 27 | -16 | 23.3% |
| 21   | Liberal Argentino               | 2    | 8  | 0  | 2  | 6  | 5  | 16 | -11 | 8.3%  |
| 22   | Estudiantes de La Tablada       | 0    | 10 | 0  | 0  | 10 | 5  | 28 | -23 | 0%    |
| 23   | San Isidro (Nueva Coneta)       | 0    | 10 | 0  | 0  | 10 | 3  | 36 | -33 | 0%    |

|  |

## Récords
- Mayor número de goles marcados en un partido: 7 goles:

 San Lorenzo de Alem 5 – 2 Juventud Unida de Santa Rosa  (7 de agosto de 2024)
 San Isidro 0 – 7 San Martín  (5 de octubre de 2024)
Archivo:Icon FIEL.png Club Fiel 2 – 5 Salta Central  (1 de noviembre de 2024)
 Sarmiento 3 – 4 Villa Cubas  (3 de noviembre de 2024)
Archivo:Icon FIEL.png Club Fiel 2 – 5 La Banda CF (8 de noviembre de 2024)
 San Lorenzo de Alem 3 – 4 Américo Tesorieri  (20 de noviembre de 2024)
- Mayor victoria local:

 Deportivo Valle Chico 5 – 1 Estudiantes de La Tablada  (15 de noviembre de 2024)
 Defensores del Norte 5 – 1 Sarmiento  (20 de noviembre de 2024)
- Mayor victoria visitante:  San Isidro 0 – 7 San Martín  (5 de octubre de 2024)

- Mayor racha de victorias consecutivas:  Defensores del Norte (10 partidos)

- Mayor racha de partidos sin perder:

 Atlético Policial (10 partidos)
 Defensores del Norte (10 partidos)
- Mayor racha de partidos sin ganar:

 Estudiantes de La Tablada (10 partidos)
 San Isidro (10 partidos)
- Mayor racha de derrotas consecutivas:

 Estudiantes de La Tablada (10 partidos)
 San Isidro (10 partidos)